# Бејкер (острво)
Бејкер (енгл. Baker Island) је ненастањен атол у Тихом океану који припада америчким острвима. Има површину од 1,5 km² и налази се југозападно од Хонолулуа.

## Историја
Сједињене Америчке Државе су припојиле острво 1857. године. 1935. пробало се настанити што није успело због почетка Другог светског рата.